# ئی‌ام‌دی جی‌پی۲۸
ئی‌ام‌دی جی‌پی۲۸ (انگلیسی: EMD GP28) یک لوکوموتیو دیزلی ساخت شرکت جنرال موتورز الکترو-موتیو دیویژن است.
این لوکوموتیو که مابین سال‌های ۱۹۶۴ تا ۱۹۶۵ تولید می‌شده دارای ۱۶ سیلندر و ۱۸۰۰ اسب بخار توان خروجی بوده است. کشورهای ایالات متحده آمریکا، مکزیک و پرو از استفاده کنندگان این لوکوموتیو بوده‌اند.